# Allium chamarense
Allium chamarense är en amaryllisväxtart som beskrevs av M.M.Ivanova. Allium chamarense ingår i släktet lökar, och familjen amaryllisväxter. Inga underarter finns listade i Catalogue of Life.